# 弗洛雷什蒂-斯托埃內什蒂鄉
44°31′N 25°42′E / 44.517°N 25.700°E
弗洛雷什蒂-斯托埃內什蒂鄉（羅馬尼亞語：Comuna Florești-Stoenești, Giurgiu），是羅馬尼亞的鄉份，位於該國南部，由久爾久縣負責管轄，面積40平方公里，2007年人口8,714，人口密度每平方公里218人。